# Campionati europei juniores di atletica leggera 2005
Il XVIII Campionato europeo juniores di atletica leggera si è disputato a Kaunas, in Lituania, dal 21 al 24 luglio 2005.

## Risultati
I risultati del campionato sono stati:

### Uomini
| Specialità             | Oro                                                                 | Prestazione | Argento                                                                      | Prestazione | Bronzo                                                              | Prestazione |
| Corse piane            |                                                                     |             |                                                                              |             |                                                                     |             |
| 100 metri              | Craig Pickering Regno Unito                                         | 10"51       | Simeon Williamson Regno Unito                                                | 10"52       | Alexander Nelson Regno Unito                                        | 10"60       |
| 200 metri              | Daniel Schnelting Germania                                          | 21"12       | Julian Thomas Regno Unito                                                    | 21"17       | Wade Bennett-Jackson Regno Unito                                    | 21"41       |
| 400 metri              | Željko Vincek Croazia                                               | 46"14       | Martyn Rooney Regno Unito                                                    | 46"56       | Dimítrios Régas Grecia                                              | 46"79       |
| 800 metri              | Mattias Claesson Svezia                                             | 1'49"58     | Lukas Rifesser Italia                                                        | 1'50"79     | Steve Fennell Regno Unito                                           | 1'50"85     |
| 1.500 metri            | Colin Costello Irlanda                                              | 3'45"25     | Danny Darcy Irlanda                                                          | 3'46"07     | Adrian Danilewicz Polonia                                           | 3'47"22     |
| 1.500 metri            | Barnabás Bene Ungheria                                              | 14'22"30    | Dušan Markešević Serbia e Montenegro                                         | 14'24"04    | László Tóth Ungheria                                                | 14'25"46    |
| 10.000 metri           | Mugdat Öztürk Turchia                                               | 30'10"60    | Stepan Rogovtsev Bielorussia                                                 | 30'12"76    | Carlos Gazapo Spagna                                                | 30'24"18    |
| Corse a ostacoli       |                                                                     |             |                                                                              |             |                                                                     |             |
| 110 metri ostacoli     | Garfield Darien Francia                                             | 13"77       | Konstadinos Douvalidis Grecia                                                | 13"99       | Alexander John Germania                                             | 14"10       |
| 400 metri ostacoli     | Milan Kotur Croazia                                                 | 50"15       | Dai Greene Regno Unito                                                       | 51"14       | Fadil Bellaabouss Francia                                           | 51"31       |
| 3000 metri siepi       | Marcin Chabowski Polonia                                            | 8'40"88     | Albert Minczér Ungheria                                                      | 8'45"82     | Andrzej Pasternak Polonia                                           | 8'52"31     |
| Staffette              |                                                                     |             |                                                                              |             |                                                                     |             |
| Staffetta 4x100 m      | Germania Marius Sewald Christian Blum Nils Müller Daniel Schnelting | 39"90       | Polonia Mikołaj Lewański Dariusz Kuć Radosław Drapała Karol Sienkiewicz      | 40"03       | Finlandia Teemu Vilén Visa Hongisto Timo Salonen Niko Viiala        | 40"29       |
| Staffetta 4x400 m      | Regno Unito Richard Buck Set Osho Richard Strachan Martyn Rooney    | 3'06"67     | Russia Aleksandr Sigalovskiy Dmitriy Buryak Anton Kokorin Artyom Sergiyenkov | 3'07"19     | Polonia Patryk Baranowski Paweł Dobek Ziemowit Ryś Kacper Kozłowski | 3'09"75     |
| Corse su strada        |                                                                     |             |                                                                              |             |                                                                     |             |
| 10 km marcia           | Andrey Ruzavin Russia                                               | 39'28"45    | Aleksandr Prokhorov Russia                                                   | 40'43"67    | Giorgio Rubino Italia                                               | 40'46"95    |
| Salti                  |                                                                     |             |                                                                              |             |                                                                     |             |
| Salto in alto          | Ivan Ukhov Russia                                                   | 2,23 m      | Wojciech Theiner Polonia                                                     | 2,21 m      | Niki Palli Israele                                                  | 2,19 m      |
| Salto con l'asta       | Dmitriy Starodubtsev Russia                                         | 5,50 m      | Konstadínos Filippídis Grecia                                                | 5,45 m      | Mikhail Golovtsov Russia                                            | 5,45 m      |
| Salto in lungo         | Greg Rutherford Regno Unito                                         | 8,14 m      | Sebastian Bayer Germania                                                     | 7,73 m      | Mihail Mertzanidis-Despoteris Grecia                                | 7,63 m      |
| Salto triplo           | Stevens Marie-Sainte Francia                                        | 16,29 m     | Zhivko Petkov Bulgaria                                                       | 15,98 m     | Dmitriy Nikonov Russia                                              | 15,84 m     |
| Lanci                  |                                                                     |             |                                                                              |             |                                                                     |             |
| Getto del peso         | Remigius Machura Jr. Rep. Ceca                                      | 20,09 m     | Lajos Kürthy Ungheria                                                        | 19,65 m     | Maksim Sidorov Russia                                               | 19,32 m     |
| Lancio del disco       | Margus Hunt Estonia                                                 | 62,19 m     | Lajos Kürthy Ungheria                                                        | 59,75 m     | Martin Wierig Germania                                              | 59,04 m     |
| Lancio del martello    | Kristóf Németh Ungheria                                             | 78,85 m     | Yevgeniy Aydamirov Russia                                                    | 76,73 m     | Yury Shayunou Bielorussia                                           | 74,78 m     |
| Lancio del giavellotto | Ioannis-Georgios Smalios Grecia                                     | 77,25 m     | Alexander Vieweg Germania                                                    | 75,85 m     | Ari Mannio Finlandia                                                | 72,47 m     |
| Prove multiple         |                                                                     |             |                                                                              |             |                                                                     |             |
| Decathlon              | Andrei Krauchanka Bielorussia                                       | 7997 p.     | Arthur Abele Germania                                                        | 7634 p.     | Mauri Kaattari Finlandia                                            | 7427 p.     |

### Donne
| Specialità             | Oro                                                                                   | Prestazione | Argento                                                                       | Prestazione | Bronzo                                                                          | Prestazione |
| Corse piane            |                                                                                       |             |                                                                               |             |                                                                                 |             |
| 100 metri              | Iwona Brzezińska Polonia                                                              | 11"67       | Lina Grinčikaitė Lituania                                                     | 11"69       | Eleni Artymata Cipro                                                            | 11"74       |
| 200 metri              | Yuliya Chermoshanskaya Russia                                                         | 23"21       | Jala Gangnus Germania                                                         | 23"57       | Angela Morosanu Romania                                                         | 23"71       |
| 400 metri              | Danijela Grgić Croazia                                                                | 52"42       | Ksenia Zadorina Russia                                                        | 53"39       | Angela Morosanu Romania                                                         | 53"48       |
| 800 metri              | Nataliia Lupu Ucraina                                                                 | 2'02"78     | Mariya Shapayeva Russia                                                       | 2'03"00     | Olga Cristea Moldavia                                                           | 2'03"08     |
| 1.500 metri            | Morag McLarty Regno Unito                                                             | 4'15"12     | Yekaterina Martynova Russia                                                   | 4'15"46     | Azra Eminovic Serbia e Montenegro                                               | 4'15"77     |
| 3.000 metri            | Adelina De Soccio Italia                                                              | 9'20"89     | Susan Kuijken Paesi Bassi                                                     | 9'28"45     | Barbara Maveau Belgio                                                           | 9'29"78     |
| 5.000 metri            | Emily Pidgeon Regno Unito                                                             | 16'14"71    | Tatyana Azorkina Russia                                                       | 16'18"60    | Svetlana Kudelich Bielorussia                                                   | 16'33"07    |
| Corse a ostacoli       |                                                                                       |             |                                                                               |             |                                                                                 |             |
| 100 metri ostacoli     | Eline Berings Belgio                                                                  | 13"41       | Christina Vukicevic Norvegia                                                  | 13"56       | Cindy Billaud Francia                                                           | 13"65       |
| 400 metri ostacoli     | Zuzana Hejnová Rep. Ceca                                                              | 55"89       | Yekaterina Kostetskaya Russia                                                 | 55"89       | Yuliya Bychkova Russia                                                          | 58"12       |
| 3000 metri siepi       | Polina Jelizarova Lettonia                                                            | 10'12"82    | Ancuta Bobocel Romania                                                        | 10'14"29    | Susi Lutz Germania                                                              | 10'14"96    |
| Staffette              |                                                                                       |             |                                                                               |             |                                                                                 |             |
| Staffetta 4x100 m      | Polonia Agnieszka Ceglarek Marika Popowicz Marta Jeschke Iwona Brzezińska             | 44"65       | Russia Yuna Mekhti-Zade Natalya Dashina Yuliya Kashina Yuliya Chermoshanskaya | 44"70       | Francia Christelle Monne Nelly Banco Symphora Behi Céline Distel                | 44"79       |
| Staffetta 4x400 m      | Russia Ksenia Kuznetsova Ksenia Zadorina Nadezhda Shlyapnikova Yekaterina Kostetskaya | 3'32"63     | Germania Wiebke Ullmann Désirée Meyer Julia Müller-Foell Janin Lindenberg     | 3'36"63     | Ucraina Aleksandra Peycheva Anzhelika Shevchenko Natalya Lupu Kseniya Karandyuk | 3'36"64     |
| Corse su strada        |                                                                                       |             |                                                                               |             |                                                                                 |             |
| 10 km marcia           | Vera Sokolova Russia                                                                  | 43'11"34    | Ol'ga Michajlova Russia                                                       | 45'31"49    | Martina Gabrielli Italia                                                        | 46'38"53    |
| Salti                  |                                                                                       |             |                                                                               |             |                                                                                 |             |
| Salto in alto          | Svetlana Shkolina Russia                                                              | 1,91 m      | Julia Hartmann Germania                                                       | 1,87 m      | Iryna Kovalenko Ucraina                                                         | 1,85 m      |
| Salto con l'asta       | Silke Spiegelburg Germania                                                            | 4,35 m      | Svetlana Makarevich Bielorussia                                               | 4,20 m      | Elena Scarpellini Italia                                                        | 4,15 m      |
| Salto in lungo         | Denisa Ščerbová Rep. Ceca                                                             | 6,57 m      | Amy Harris Regno Unito                                                        | 6,35 m      | Anna Nazarova Russia                                                            | 6,31 m      |
| Salto triplo           | Tetyana Dyachenko Ucraina                                                             | 14,04 m     | Cristina Bujin Romania                                                        | 13,72 m     | Liliya Kulyk Ucraina                                                            | 13,42 m     |
| Lanci                  |                                                                                       |             |                                                                               |             |                                                                                 |             |
| Getto del peso         | Denise Hinrichs Germania                                                              | 17,55 m     | Irina Tarasova Russia                                                         | 16,53 m     | Magdalena Sobieszek Polonia                                                     | 16,24 m     |
| Lancio del disco       | Kristina Gehrig Germania                                                              | 50,60 m     | Liliana Cá Portogallo                                                         | 49,69 m     | Marina Yakimova Bielorussia                                                     | 49,31 m     |
| Lancio del disco       | Noémi Németh Ungheria                                                                 | 63,70 m     | Valentina Srša Croazia                                                        | 63,12 m     | Laura Gibilisco Italia                                                          | 62,58 m     |
| Lancio del giavellotto | Mariya Abakumova Russia                                                               | 57,11 m     | Maria Zerva Grecia                                                            | 56,47 m     | Sandra Schaffarzik Germania                                                     | 55,49 m     |
| Prove multiple         |                                                                                       |             |                                                                               |             |                                                                                 |             |
| Eptathlon              | Jessica Ennis Regno Unito                                                             | 5891 p.     | Julia Mächtig Germania                                                        | 5830 p.     | Ksenija Balta Estonia                                                           | 5747 p.     |

## Medagliere
Legenda
     Paese ospitante
| Posizione | Paese               | Oro | Argento | Bronzo | Totale |
| --------- | ------------------- | --- | ------- | ------ | ------ |
| 1         | Russia              | 7   | 12      | 3      | 22     |
| 2         | Regno Unito         | 6   | 5       | 3      | 14     |
| 3         | Germania            | 5   | 7       | 4      | 16     |
| 4         | Ungheria            | 3   | 3       | 1      | 7      |
| 5         | Polonia             | 3   | 2       | 3      | 8      |
| 6         | Croazia             | 3   | 1       | 0      | 4      |
| 7         | Rep. Ceca           | 3   | 0       | 0      | 3      |
| 8         | Francia             | 2   | 0       | 3      | 5      |
| 8         | Ucraina             | 2   | 0       | 3      | 5      |
| 10        | Grecia              | 1   | 3       | 2      | 6      |
| 11        | Bielorussia         | 1   | 2       | 2      | 5      |
| 12        | Italia              | 1   | 1       | 4      | 6      |
| 13        | Irlanda             | 1   | 1       | 0      | 2      |
| 14        | Estonia             | 1   | 0       | 1      | 2      |
| 14        | Belgio              | 1   | 0       | 1      | 2      |
| 16        | Lettonia            | 1   | 0       | 0      | 1      |
| 16        | Svezia              | 1   | 0       | 0      | 1      |
| 16        | Turchia             | 1   | 0       | 0      | 1      |
| 19        | Romania             | 0   | 2       | 2      | 4      |
| 20        | Serbia e Montenegro | 0   | 1       | 1      | 2      |
| 21        | Bulgaria            | 0   | 1       | 0      | 1      |
| 21        | Lituania            | 0   | 1       | 0      | 1      |
| 21        | Norvegia            | 0   | 1       | 0      | 1      |
| 24        | Finlandia           | 0   | 0       | 2      | 2      |
| 25        | Cipro               | 0   | 0       | 1      | 1      |
| 25        | Spagna              | 0   | 0       | 1      | 1      |
| 25        | Israele             | 0   | 0       | 1      | 1      |
| 25        | Moldavia            | 0   | 0       | 1      | 1      |
| Totale    | Totale              | 44  | 45      | 43     | 132    |